# Sverige i olympiska sommarspelen 1928
Tävlingarna i Amsterdam var väl arrangerade, och radiosändningar förekom för första gången. För Sveriges del var det Sven Jerring, som varje dag hade ett efterreferat.
De svenska deltagarna gjorde väl ifrån sig och kunde glädja sig åt 7 guld-, 6 silver- och 12 bronsmedaljer.

## Svenska medaljörer

### Boxning
- Lättvikt
  - Gunnar Berggren, brons

- Tungvikt
  - Nils Ramm, silver

### Brottning

#### Grekisk-romersk stil
- Fjädervikt
  - Erik Malmberg, silver

- Tungvikt
  - Rudolf Svensson, guld

#### Fri stil
- Lätt tungvikt
  - Thure Sjöstedt, guld

- Tungvikt
  - Johan Richthoff, guld

### Cykel
- Landsväg, individuellt
  - Gösta Carlsson, brons

- Landsväg, lag
  - Gösta Carlsson/ Erik Jansson/ Georg Johnsson, brons

### Friidrott

#### Herrar
- 800 m
  - Erik Byléhn, silver

- 5000 m
  - Edvin Wide, brons

- 10000 m
  - Edvin Wide, brons

- Spjutkastning
  - Erik ”Målarn” Lundkvist, guld

- Släggkastning
  - Ossian Skiöld, silver

#### Damer
- 800 m
  - Inga Gentzel, brons

- Diskuskastning
  - Ruth Svedberg, brons

### Modern femkamp
- Individuellt
  - Sven Thofeldt, guld
  - Bo Lindman, silver

### Ridning
- Dressyr, individuellt
  - Ragnar Olson, brons

- Dressyr, lag
  - Ragnar Olsson/ Janne Lundblad/ Carl Bonde, silver

- Hoppning, lag
  - Karl Hansen, Carl Björnstjerna, Ernst Hallberg, brons

### Segling
- 8m-klassen
  - John Sandblom, Philip Sandblom, Carl Sandblom, Tore Holm, Clarence Hammar, Vilhelm Törsleff, brons

- Jolle
  - Sven Thorell, guld

### Simning

#### Herrar
- 400 m fritt
  - Arne Borg, brons

- 1500 m fritt
  - Arne Borg, guld

#### Damer
- Raka hopp
  - Lala Sjöquist, brons